# NK Pliva Zagreb
Nogometni klub Pliva Zagreb bio je hrvatski nogometni klub iz Črnomerca, Zagreb.
Prvotno je djelovao pod imenom Črnomerec. Klub je ukinut 6. lipnja 1945. odlukom Ministra narodnog zdravlja FD Hrvatske. Tijekom tog desetljeća klub je obnovljen. Tijekom rujna 1955. preimenovan je u Pliva, po istoimenoj tvrtci. Klub je djelovao do 1960.